# 1. арондисман Париза
1. арондисман Париза (фр. Ier arrondissement), први је од 20 арондисмана града Париза. Налази се у самом центру града и обухвата најстарији кварт Париза, Ле Ал (фр. Les Halles).
Законски, арондисман се назива „Лувр” али се тај назив не употребљава.

## Географски положај
1. арондисман се налази на десној обали Сене, али обухвата и западни део отока Île de la Cité. Граничи са 7. и 6. арондисманом на југу, на западу са 8. арондисманом, на северу са 2. арондисманом и на истоку са 3. и 4. арондисманом. Са површином од 183 хектара је четврти најмањи арондисман у Паризу.

## Четврти
Сваки арондисман у Паризу је подељен на четири кварта, који су везано за поделу на арондисмане, нумерисани бројевима од 1 до 80. Арондисман се дели на четири градске четврти:
- Quartier Saint-Germain-l’Auxerrois (1.)
- Quartier des Halles (2.)
- Quartier du Palais-Royal (3.)
- Quartier de la Place Vendôme (4.)[2]

## Демографски подаци
| Година | Број становника |
| ------ | --------------- |
| 1861.  | 89.519          |
| 1962.  | 36.543          |
| 1968.  | 32.332          |
| 1975.  | 22.793          |
| 1982.  | 18.509          |
| 1990.  | 18.360          |
| 1999.  | 16.888          |

## Важније улице и тргови
- Rue Berger
- Rue des Bourdonnais
- Place du Châtelet
- Rue Croix des Petits-Champs
- Rue Étienne Marcel
- Rue Jean-Jacques Rousseau
- Quai du Louvre
- Rue du Louvre
- Boulevard de la Madeleine
- Quai de la Mégisserie
- Rue Montmartre
- Avenue de l’Opéra
- Rue du Pont Neuf
- Rue Rambuteau
- Rue de Rivoli
- Rue Saint-Denis
- Rue Saint-Honoré
- Boulevard de Sébastopol
- Quai des Tuileries
- Rue de Turbigo
- Place Vendôme